# Condado de Harding (Novo México)
O Condado de Harding é um dos 33 condados do Estado americano do Novo México. A sede do condado é Mosquero, e sua maior cidade é Mosquero. O condado possui uma área de 5 506 km² (dos quais 2 km² estão cobertos por água), uma população de 810 habitantes, e uma densidade populacional de 0,2 hab/km² (segundo o censo nacional de 2000). O condado foi fundado em 1921.